# Салопек Село
Салопек Село је насељено мјесто у саставу града Огулина у Карловачкој жупанији, Република Хрватска.

## Историја
До територијалне реорганизације у Хрватској налазио се у саставу старе општине Огулин. Настао је издвајањем из насеља Огулин, од пописа 2001. године.

## Становништво
На попису становништва 2011. године, Салопек Село је имало 246 становника.